# Theodor Flieger
Theodor Flieger (* 15. Dezember 1938) ist ein ehemaliger deutscher Fußballspieler.

## Werdegang
Flieger begann seine Karriere beim SV Sodingen aus Herne. Zwischen 1957 und 1962 lief er 86 Mal in der damals erstklassigen Oberliga West auf und erzielte dabei ein Tor. Im Jahre 1959 stiegen die Sodinger in die II. Division West ab und schafften den direkten Wiederaufstieg. 1962 ging es für die Herner erneut runter in die II. Division West, wo die Mannschaft in der Saison 1962/63 die Qualifikation für die neu geschaffene Regionalliga verpasste. In 45 Zweitligaspielen erzielte Flieger vier Tore.
Daraufhin wechselte Flieger im Jahre 1963 zu Arminia Bielefeld, die die Qualifikation zur Regionalliga im Gegensatz zu den Sodingern geschafft hatten. Mit der Arminia spielte Flieger bis 1967 in der Regionalliga und erzielte in 113 Spielen 13 Tore. Anschließend ließ er seine Karriere bei der SpVgg Fichte Bielefeld ausklingen.